# Лутеинизиращ хормон
Лутеинизиращият хормон (ЛХ) е хормон, който подтиква разпукването на зреещия фоликул, тоест овулацията и стимулира образуването на жълтото тяло. При мъжете ЛХ регулира секрецията на хормона тестостерон.

## Механизъм на действие на ЛХ
Когато доминантният фоликул достигне зрялост (около 12-ия ден от менструалния цикъл), хипофизата започва да отделя голямо количество от ЛХ. Това е т.нар. фоликулярна фаза, в която се развива и расте един фоликул (доминантният фоликул), съдържащ яйцеклетка. Овулацията настъпва от 24 до 36 часа след повишаването на количеството на ЛХ. Това е средно 14 дни преди края на цикъла. Това повишаване е много бързо и продължава кратко време – само 1 – 2 дни. Нарича се „пик на ЛХ“. След като количествата на ЛХ се увеличат, започва процесът, наречен овулация, а фазата от месечния цикъл – овулаторна фаза. Под въздействието на ЛХ налягането на течността в яйчника се увеличава, което довежда до спукването на фоликула през следващите 40 – 48 часа.